# Boerhavia lantsangensis
Boerhavia lantsangensis är en underblomsväxtart som först beskrevs av D.Q.Lu, och fick sitt nu gällande namn av Rafaël Herman Anna Govaerts. Boerhavia lantsangensis ingår i släktet Boerhavia och familjen underblomsväxter. Inga underarter finns listade i Catalogue of Life.